# Badagry
Badagry (tradicionalment Gbagle) és una ciutat costanera i seu d'una Local Government Area (LGA) a l'estat de Lagos a Nigèria. Està situada entre la ciutat de Lagos i Seme, ciutat situada a la frontera de Benín; el centre de Badagry està a uns 55 km del centre de Lagos. Badagry està separat de la costa per una llengua de terra i, per tant, el seu port és quasi fluvial i poc important. Al cens preliminar del 2006 la LGA tenia 241.093 habitants. Està habitada principalment per pobles popos i guns. És de manera efectiva un important barri residencial de Lagos després de l'obertura el 1976 d'una autopista. La ciutat compta amb una planta de muntatge d'automòbils, i és el lloc d'una universitat, una escola secundària, i diversos hospitals.

## Història

### Fundació
Badagry era una població costanera menor fundada el 1737 per refugiats egun i popos que fugien dels fon de Dahomey; va créixer durant el segle xviii esdevenint un destacat centre del tràfic d'esclaus, servint als regnes d'Oyo i Egba; la ciutat no tenia gaires terres cultivables i el menjar havia de venir de fora però comerciants portuguesos, holandesos, francesos i britànics s'hi van establir i junt als awaris i iorubes i als eguns van forjar un poder local fort; no hi havia rei, però el cap titulat Akran era considerat el principal; a la meitat del segle xviii fou tributari d'Oyo però a l'inici del segle xix ho era de Lagos. En els anys 1740 es va apoderar de Apa i Pokra; però l'Imperi d'Oyo va demanar als seus vassalls o aliats, Dahomey i Porto Novo, d'atacar la població, que fou destruïda per aquests dos regne en un atac conjunt el 1784; Badagry va quedar malmesa però la força del comerç d'esclaus li va permetre la seva ràpida recuperació en els següents anys

### Govern d'Adele
Vers el 1820 l'enderrocat rei de Lagos, Adele I, fou acollit pels caps de Badagry que li van demanar dirigir la ciutat. El 1825 Adele negociava a Badagry amb els exploradors britànics britànics Hugh Clapperton i Richard Lanter l'ajuda britànica per recuperar Lagos a canvi de suprimir el tràfic d'esclaus. En els seus anys de govern va rebutjar un atac de Dahomey, va ajudar els egbes en el seu setge (infructuós) d'Otta, i altre cop els va ajudar en l'anomenada Guerra d'Owiwi contra Ibadan. Richard Lanter i el seu germà John van retornar a Badagry el 1830 (a l'inici de la famosa expedició que va establir el curs i el final del riu Níger) quan Adele encara romania a la ciutat (va poder tornar a Lagos com a rei el 1832).

### Exili d'Akitoye
Un altre rei enderrocat de Lagos, Akitoye, s'havia refugiat a Abeokuta (1845), cosa que ocasionava conflictes interns en aquest regne i finalment el març de 1846 Akitoye fou escortat fins a Badagry, tradicional lloc de refugi dels lagosians, on tenia possibilitats de refer el seu poder amb el llunyà suport dels egbes. Només arribar ja va intentar un atac per terra (amb el suport del traficant d'esclau Domingo Martínez) que va fracassar i va optar per buscar més suports.
Els missioners locals (el 1842 s'havia establert a la ciutat la primera missió metodista de Nigèria) i els comerciants europeus li van oferir suport al considerar-lo oposat a l'esclavatge (el 1843 un destacament britànic de la Gold Coast Corps es va estacionar a la ciutat i havien facilitat un canvi contrari a l'esclavatge); també els partidaris d'Akitoye a Lagos es van reunir amb ell a Badagry. El 1848 va intentar un segon atac a Lagos altre cop amb suport del traficant d'esclaus Domingo Martínez, altre cop sense èxit. Aquesta permanent aliança amb el traficant deixa suggerir que no era tant contrari a l'esclavatge com alguns el presentaven. El 1850 quan el Parlament del Brasil va decretar el tancament en un màxim de tres anys del principal mercat d'esclaus d'Amèrica, el preu d'un esclau a Lagos va caure de 60$ a 45$ però com que la demanda de sucre i cotó a Europa es va incrementar, Cuba i Estats Units van necessitar més esclaus i el preu va tornar a pujar.
El gener de 1851 Akitoye va contactar a Badagry amb el cònsol britànic a Fernando Poo, John Beecroft (autoritat de facto sobre el Golf de Biafra i el Golf de Benín) que tenia autoritat sobre el creuers britànics que patrullaven la costa per impedir el tràfic d'esclaus. Beecroft no considerava segura la posició de Akitoye a Badagry, ja que una part de la població donava suport a Kosoko. Després de l'entrevista entre els dos homes, en la que Akitoye va causar bona impressió al britànic, aquest va anar a Abeokuta on va advertir als dirigents que les muralles no serien eficaces en cas d'un atac; aquest consell es va demostrar poc acurat, ja que el març de 1851 els dahomeyans van atacar Abeokuta i l'atac fou rebutjat després d'una batalla lliurada principalment a les muralles. Beecrosft va retornar a Badagry on Akitoye li va demanar formalment la protecció britànica; Beecroft el va convèncer de pujar amb ell al vaixell HSM Jackal per anar a Port Clarence a Fernando Poo, la seu del consolat. Tres dies després recomanava al govern britànica l'ocupació per la força de Lagos i fins i tot va arribar a ordenar la seva conquesta al comodor Fanshave, però aquest va preferir esperar ordres de l'almirallat de Londres. Però a Londres el 20 de febrer de 1851 el ministre Palmerston ja havia signat l'ordre autoritzant a Beecroft per signar un tractat amb Lagos abolint l'esclavatge; s'havia d'informar a Kosoko del que havia de fer i si rebutjava se l'havia d'amenaçar amb l'ús de la força militar naval; aquestes instruccions no foren rebudes a Fernando Poo fins a l'estiu del mateix any (cinc mesos després) i parlaven només d'amenaçar però no deien explícitament que es podia usar la força, si bé Beecroft va considerar que era equivalent.

### Lluites finals que destrueixen la ciutat
El juny de 1851 la lluita va esclatar a Badagry entre els partidaris d'Akitoye dirigits per Mewu, un cap exiliat de Porto Novo que governava a Anowo, una població tributària de Badagry, i els caps militars de Badagry partidaris de Kosoko. Nombrosos edificis foren incendiats incloent una factoria anglesa, i un súbdit britànic va morir; els caps locals foren derrotats i van fugir als pobles propers, des d'on van muntar un contraatac al cap d'una setmana, sense èxit, ja que Mewu havia rebut l'ajut de 600 guerres egbes d'Abeokuta; al mes següent Badagry fou atacada per dues vegades amb canoes principalment procedents de Lagos (sense participació directe de Kosoko) però les dues vegades no van poder desembarcar. Amb tot Badagry havia quedat destruïda, i la ciutat que tenia uns 10.000 habitants el 1850 en tenia només un miler a la segona meitat del 1851. El bashorun (comandant de les tropes d'Abeokuta) va advertir als britànics que la situació era perillosa, ja que Badagry era l'única via de comunicació des de la costa cap a Abeokuta, i que en canvi si Akitoye era col·locat al tron de Lagos, la situació canviaria totalment i ja no hi hauria res a témer. A l'octubre Beecroft fou autoritzat a subministrar a les forces egbes mosquets per valor de 200 lliures.
Beecroft i Akitoye es van presentar a Lagos a bord del HMS Blooodhound el 13 de novembre de 1851. Kosoko va acudir a rebre'ls políticament; després el vaixell va seguir cap a Badagry on va arribar el dia 15 de novembre de 1851, i on Akitoye fou aclamat. El dia 18 van tornar a Lagos per iniciar negociacions, però una turmenta va impedir desembarcar; els britànics foren avisats que no podien desembarcar amb més d'una canoa o des de Lagos s'obriria foc, però el dia 19 Kosoko va permetre dos canoes sota bandera de treva; el dia 20 Beecrof va poder arribar al palau. Es diu que Akitoye l'acompanyava vestit com un europeu però això podria no ser cert. Es va transmetre a Kosoko l'oferta de pau a canvi d'abolició de l'esclavatge, proposta que fou rebutjada; al cap de poc els britànics tornaven. El 23 es va decidir la intervenció a Lagos, però durant aquests mesos Granville havia substituït a Palmerston al Foreign Office i ara hi havia una menor disposició a entrar en guerra amb els reietons africans. El 25 de novembre en un primer atac la força naval britànica dirigida per Forbes fou rebutjada (dos morts i deu ferits).
El 18 de desembre, seguint instruccions del comodor Bruce, tot estava preparat per un nou atac. Beecroft i Akitoye van desembarcar a Badagry on el ex rei va reunir 630 homes per participar en l'atac. El 21 de desembre van sortir de Badagry i es van reunir amb les forces navals que s'estaven reunint a la vora de Lagos sota el comandament del capità L. T. Jones del HMS Samson. El 22 va arribar la força lleial a Akitoye que va hissar la seva bandera a l'entrada occidental del riu, després de derrotar a lleials a Kosoko a Ajido (uns quilòmetres a l'est de Badagry); el 24 van arribar el HMS Bloodhound i el Teazer. L'atac es va produir el 26 i va seguir el 27; el 28 ja no s'escoltava cap tret. Kosoko va fugir cap a Ijebu.
Badagry, molt destruïda i sense mercat d'esclaus va iniciar un procés de decadència; només uns centenars de persones van restar a la ciutat; el 18 de març de 1852 va signar un tractat amb Gran Bretanya que posava fi al tràfic d'esclaus. Mewu va seguir regnant de facto a Badagry, sota sobirania del rei de Porto Novo. La ciutat awori d'Ado que estava assetjada per Abeokuta (entre 1842 i 1853) rebia ajuda de Porto Novo, ajuda que fou obstaculitzada per Mewu, i el rei de Porto Novo en revenja va prohibir el comerç a la part oriental de la llacuna afectant a Badagry. En la primera meitat de 1854 el cònsol de Lagos, Benjamin Campbell, va visitar dues vegades la ciutat; a la primera (abril) va acusar Mewu de facilitar esclaus al traficant Domingo Martínez; després va anar a Porto Novo i a la tornada va intentar convèncer a Mewu de renunciar a favor dels antics caps locals que havien estat favorables a Kosoko. Mewu va dir que s'ho pensaria. Campbell va tornar al juny i Mewu restava disposat a romandre al càrrec. El juliol, amb el suport dels dos principals caps exiliats, Possu i Wawu, del rei de Porto Novo, i fins i tot del rei d'Ado, Mewu fou enderrocat; Campbell li va procurar un salva-conducte per arribar a Lagos, on va morir uns anys després
El juliol de 1863, per un altre tractat amb la Gran Bretanya, es va incorporar a la colònia de Lagos establerta efectivament el gener del 1862. Així va seguir fins als anys 1880 quan les plantacions de coco es van establir per primera vegada en les proximitats i van permetre la recuperació. El 5 de maig de 1886 els caps de Badagry van fer una declaració sobre el significat del terme "Toen of Badagry" indicat al tractat de 1863: el territori de Badagry anava al nord fins a Ragbo, Koga i Ille i una línea fins a Ologe; a l'oest seguin el riu Ado fins a la mar incloent Quameh; a l'est Ologe, iu la línia des de Okogbo creuant la llacuna fins a la mar; al sud quedava la mar.
Badagry cada vegada va exportar més cocos, copra, fibra de closca de coco, peix, verdures i iuca cap a Lagos. Després de la creació a mitjans de la dècada de 1960 d'una fàbrica de bosses per a l'embalatge dels productes agrícoles, la recol·lecció de kenaf, conreada per les seves fibres, es va fer cada vegada més important. El comerç local és principalment el peix, oli de palma i grans, la iuca, el blat de moro i els cocos.